# Felix Övermann
Felix Övermann (né le 23 mars 1985 à Osnabrück) est un rameur allemand, poids léger.